# ウィリアム・ヘッジス＝ホワイト (第3代バントリー伯爵)
第3代バントリー伯爵ウィリアム・ヘンリー・ヘア・ヘッジス＝ホワイト（英語: William Henry Hare Hedges-White, 3rd Earl of Bantry、1801年11月10日 ダブリン – 1884年1月15日 バントリー）は、アイルランド貴族。1869年から1884年までアイルランド貴族代表議員を務めた。

## 生涯
初代バントリー伯爵リチャード・ホワイトと妻マーガレット・アン（Margaret Anne、旧姓ヘア（Hare）、1779年 – 1835年1月19日、初代リストーエル伯爵ウィリアム・ヘアの娘）の息子として、1801年11月10日にダブリンで生まれた。ハンプトンのバックランド・スクール（Buckland School）で教育を受けた後、1821年2月26日にケンブリッジ大学セント・ジョンズ・カレッジに入学、6月8日にダウニング・カレッジに転じ、1823年にM.A.の学位を修得した。
1840年9月7日、国王の認可状を得て、母方のおじでホワイトに領地を贈与したロバート・ヘッジス・エア（Robert Hedges Eyre）への記念として「ヘッジス」を姓に加えた。
1848年、コーク県長官を務めた。ほかにもコーク県の治安判事と副統監を務めた。
1854年から1857年までウェスト・コーク民兵砲兵隊（West Cork Militia Artillery）の副隊長を務めた。
1868年7月16日に兄リチャードが死去すると、バントリー伯爵位を継承した。1869年にアイルランド貴族代表議員に選出され、議会では保守党に属した。
1876年時点でコーク県に69,500エーカーの領地を所有しており、合計で年収14,561ポンド相当だった。これは1883年時点でも全く同じだった。
1884年1月15日にコーク県バントリー・ハウスで死去、同名の息子ウィリアム・ヘンリー・ヘアが爵位を継承した。

## 家族
1845年4月16日、ジェーン・ハーバート（Jane Herbert、1898年7月7日没、チャールズ・ジョン・ハーバートの長女）と結婚、1男5女をもうけた。
- エリザベス・メアリー・ゴア（Elizabeth Mary Gore、1847年1月29日 – 1880年10月1日） - 1874年8月5日、エジャートン・リー（Egerton Leigh）と結婚、子供あり[4]
- エミリー・アン（1860年9月5日没） - 生涯未婚[4]
- オリヴィア・シャーロット（英語版）（1850年8月25日 – 1925年12月13日） - 1871年2月16日、初代アーディローン男爵アーサー・エドワード・ギネス（英語版）と結婚[4][5]
- イナ・モード（Ina Maude、1852年5月20日 – 1907年6月8日） - 1885年10月24日、第10代フェラーズ伯爵セウォリス・エドワード・シャーリー（1912年7月26日没）と結婚、子供なし[4]
- ウィリアム・ヘンリー・ヘア（1854年7月2日 – 1891年11月30日） - 第4代バントリー伯爵[1]
- ジェーン・フランシス・アンナ（1857年8月2日 – ?） - 1876年1月6日、エドワード・マクスウェル・ケニー＝ハーバート（英語版）と結婚、子供あり[4]